# Deutominettia geniseta
Deutominettia geniseta is een vliegensoort uit de familie van de Lauxaniidae. De wetenschappelijke naam van de soort is voor het eerst geldig gepubliceerd in 1926 door Malloch.